# Walter Heinzinger
Walter Heinzinger (* 18. Jänner 1937 in Graz; † 27. Jänner 1993 in Wien) war ein österreichischer Politiker (ÖVP) und Generalsekretär des ÖAAB. Heinzinger war von 1972 bis 1979 Mitglied des Bundesrates und von 1979 bis 1993 Abgeordneter zum Nationalrat.

## Leben
Nach dem Besuch der Pflichtschule erlernte Heinzinger den Beruf des Drogisten und war danach als Verkaufsleiter in der Möbelbranche tätig. Ab 1963 arbeitete er als Werbeleiter des Österreichischen Verlages Graz und war ab 1975 beruflich als Generalsekretär des ÖAAB aktiv.
Politisch engagierte sich Heinzinger zwischen 1965 und 1972 als Landesobmann der Jungen Volkspartei Steiermark und hatte zudem zwischen 1969 und 1972 die Funktion des Bundesobmann-Stellvertreters der JVP inne. Danach übernahm er zwischen 1973 und 1978 das Amt des Landesobmanns der Privatangestellten im ÖAAB Steiermark und war danach ab 1978 Landesobmann-Stellvertreter des ÖAAB Steiermark. Zudem wirkte er ab 1980 als Mitglied der Hörer- und Sehervertretung des ORF, war von 1980 bis 1985 Sprecher der ÖVP in Natur- und Umweltfragen sowie Mitglied des Wirtschaftsrates der Österreichischen Bundesforste. Er führte zudem die Österreichische Gesellschaft für Ökologie ab 1984 als Vorsitzender an. Im Juni 1984, knapp nach der Pressekonferenz der Tiere anlässlich der bevorstehenden Besetzung der Hainburger Au, sprach er auf einer ÖVP-Umweltenquete öffentlich von den Chancen und der Notwendigkeit der Ökosozialen Marktwirtschaft.
Heinzinger vertrat die ÖVP vom 11. Februar 1972 bis zum 31. Mai 1979 im Bundesrat und war vom 5. Juni 1979 bis zum 27. Jänner 1993 Abgeordneter zum Nationalrat.

## Auszeichnungen
- 1981: Großes Silbernes Ehrenzeichen für Verdienste um die Republik Österreich[2]
- 1990: Großes Goldenes Ehrenzeichen für Verdienste um die Republik Österreich[3]